# 5223 МакСвін
5223 МакСвін (5223 McSween) — астероїд головного поясу, відкритий 6 березня 1981 року.
Тіссеранів параметр щодо Юпітера — 3,105.